# Elachertus kopetdagensis
Elachertus kopetdagensis är en stekelart som beskrevs av Efremova och Svetlana N. Myartseva 1994. Elachertus kopetdagensis ingår i släktet Elachertus och familjen finglanssteklar.
Artens utbredningsområde är Turkmenistan. Inga underarter finns listade i Catalogue of Life.